# Europameisterschaften der Rhythmischen Sportgymnastik 1999

Logo der Europameisterschaft der Rhythmischen Sportgymnastik 1999

Die 15. Europameisterschaften der Rhythmischen Sportgymnastik fanden zwischen dem 28. und 30. Mai 1999 in Budapest, Ungarn statt.

## Ergebnisse

### EinzelwettkampfFinale

#### Einzelmehrkampf
| Platz | Land         | Mannschaft          | Punkte |
| ----- | ------------ | ------------------- | ------ |
| 1     | Russland     | Alina Kabaeva       | 39,866 |
| 2     | Belarus      | Julija Raskina      | 39,824 |
| 3     | Frankreich   | Eva Serrano         | 39,781 |
| 4     | Russland     | Julia Barsukova     | 39,749 |
| 5     | Belarus      | Evgenia Pavlina     | 39,706 |
| 6     | Ukraine      | Olena Witrytschenko | 39,666 |
| 7     | Deutschland  | Edita Schaufler     | 39,523 |
| 8     | Griechenland | Evmorfia Dona       | 39,506 |

#### Gerätefinals
| Platz | Land       | Mannschaft          | Punkte |
| ----- | ---------- | ------------------- | ------ |
| 1     | Russland   | Julia Barsukova     | 9,925  |
| 2     | Ukraine    | Olena Witrytschenko | 9,916  |
| 3     | Russland   | Alina Kabaeva       | 9,908  |
| 4     | Frankreich | Eva Serrano         | 9,899  |
| 5     | Ukraine    | Tamara Yerofeeva    | 9,858  |
| 6     | Belarus    | Evgenia Pavlina     | 9,849  |
| 7     | Bulgarien  | Viktoria Danova     | 9,833  |
| 8     | Belarus    | Julija Raskina      | 9,791  |

| Platz | Land         | Mannschaft      | Punkte |
| ----- | ------------ | --------------- | ------ |
| 1     | Russland     | Alina Kabaeva   | 9,941  |
| 2     | Belarus      | Julija Raskina  | 9,941  |
| 3     | Russland     | Julia Barsukova | 9,933  |
| 4     | Frankreich   | Eva Serrano     | 9,908  |
| 5     | Deutschland  | Edita Schaufler | 9,866  |
| 6     | Griechenland | Evmorfia Dona   | 9,833  |
| 7     | Ungarn       | Viktoria Frater | 9,758  |
| 8     | Belarus      | Evgenia Pavlina | 9,633  |

| Platz | Land        | Mannschaft          | Punkte |
| ----- | ----------- | ------------------- | ------ |
| 1     | Ukraine     | Olena Witrytschenko | 10,000 |
| 2     | Russland    | Julia Barsukova     | 9,950  |
| 3     | Frankreich  | Eva Serrano         | 9,925  |
| 4     | Deutschland | Edita Schaufler     | 9,908  |
| 5     | Russland    | Alina Kabaeva       | 9,883  |
| 6     | Spanien     | Esther Dominguez    | 9,833  |
| 7     | Italien     | Susanna Marchesi    | 9,783  |
| 8     | Belarus     | Julija Raskina      | 9,683  |

| Platz | Land         | Mannschaft          | Punkte |
| ----- | ------------ | ------------------- | ------ |
| 1     | Ukraine      | Olena Witrytschenko | 10,000 |
| 2     | Russland     | Alina Kabaeva       | 9,983  |
| 3     | Belarus      | Julija Raskina      | 9,950  |
| 4     | Russland     | Julia Barsukova     | 9,950  |
| 5     | Frankreich   | Eva Serrano         | 9,900  |
| 6     | Deutschland  | Edita Schaufler     | 9,841  |
| 7     | Griechenland | Evmorfia Dona       | 9,816  |
| 8     | Ungarn       | Viktoria Frater     | 9,791  |

### GruppenwettkampfFinale

#### Gruppenmehrkampf
| Platz | Land         | Mannschaft                                                                                               | Punkte |
| ----- | ------------ | --- | ------ |
| 1     | Griechenland | Irini Aindili Zacharoula Karyami Maria Georgatou Kleoniki Georgakopoulou Anna Pollatou Eva Christodoulou | 39,799 |
| 2     | Russland     | RSG Gruppe Russland                                                                                      | 39,533 |
| 3     | Belarus 1995 | RSG Gruppe Weißrussland                                                                                  | 39,500 |
| 4     | Frankreich   | RSG Gruppe Frankreich                                                                                    | 39,399 |
| 5     | Ukraine      | RSG Gruppe Ukraine                                                                                       | 39,332 |
| 6     | Deutschland  | RSG Gruppe Deutschland                                                                                   | 39,216 |
| 7     | Spanien      | RSG Gruppe Spanien                                                                                       | 39,199 |
| 8     | Bulgarien    | RSG Gruppe Bulgarien                                                                                     | 38,999 |

#### Gerätefinals
| Platz | Land         | Mannschaft                                                                                               | Punkte |
| ----- | ------------ | --- | ------ |
| 1     | Griechenland | Irini Aindili Zacharoula Karyami Maria Georgatou Kleoniki Georgakopoulou Anna Pollatou Eva Christodoulou | 19,900 |
| 2     | Russland     | RSG Gruppe Russland                                                                                      | 19,900 |
| 3     | Belarus 1995 | RSG Gruppe Weißrussland                                                                                  | 19,749 |
| 4     | Ukraine      | RSG Gruppe Ukraine                                                                                       | 19,732 |
| 5     | Deutschland  | RSG Gruppe Deutschland                                                                                   | 19,699 |
| 6     | Frankreich   | RSG Gruppe Frankreich                                                                                    | 19,633 |
| 7     | Bulgarien    | RSG Gruppe Bulgarien                                                                                     | 19,600 |
| 8     | Slowenien    | RSG Gruppe Slowenien                                                                                     | 19,266 |

| Platz | Land         | Mannschaft                                                                                               | Punkte |
| ----- | ------------ | --- | ------ |
| 1     | Griechenland | Irini Aindili Zacharoula Karyami Maria Georgatou Kleoniki Georgakopoulou Anna Pollatou Eva Christodoulou | 19,866 |
| 2     | Russland     | RSG Gruppe Russland                                                                                      | 19,800 |
| 3     | Spanien      | RSG Gruppe Spanien                                                                                       | 19,700 |
| 4     | Frankreich   | RSG Gruppe Frankreich                                                                                    | 19,600 |
| 5     | Deutschland  | RSG Gruppe Deutschland                                                                                   | 19,600 |
| 6     | Belarus 1995 | RSG Gruppe Weißrussland                                                                                  | 19,400 |
| 7     | Italien      | RSG Gruppe Italien                                                                                       | 19,266 |
| 8     | Ukraine      | RSG Gruppe Ukraine                                                                                       | 19,266 |